# Petrillo Music Shell

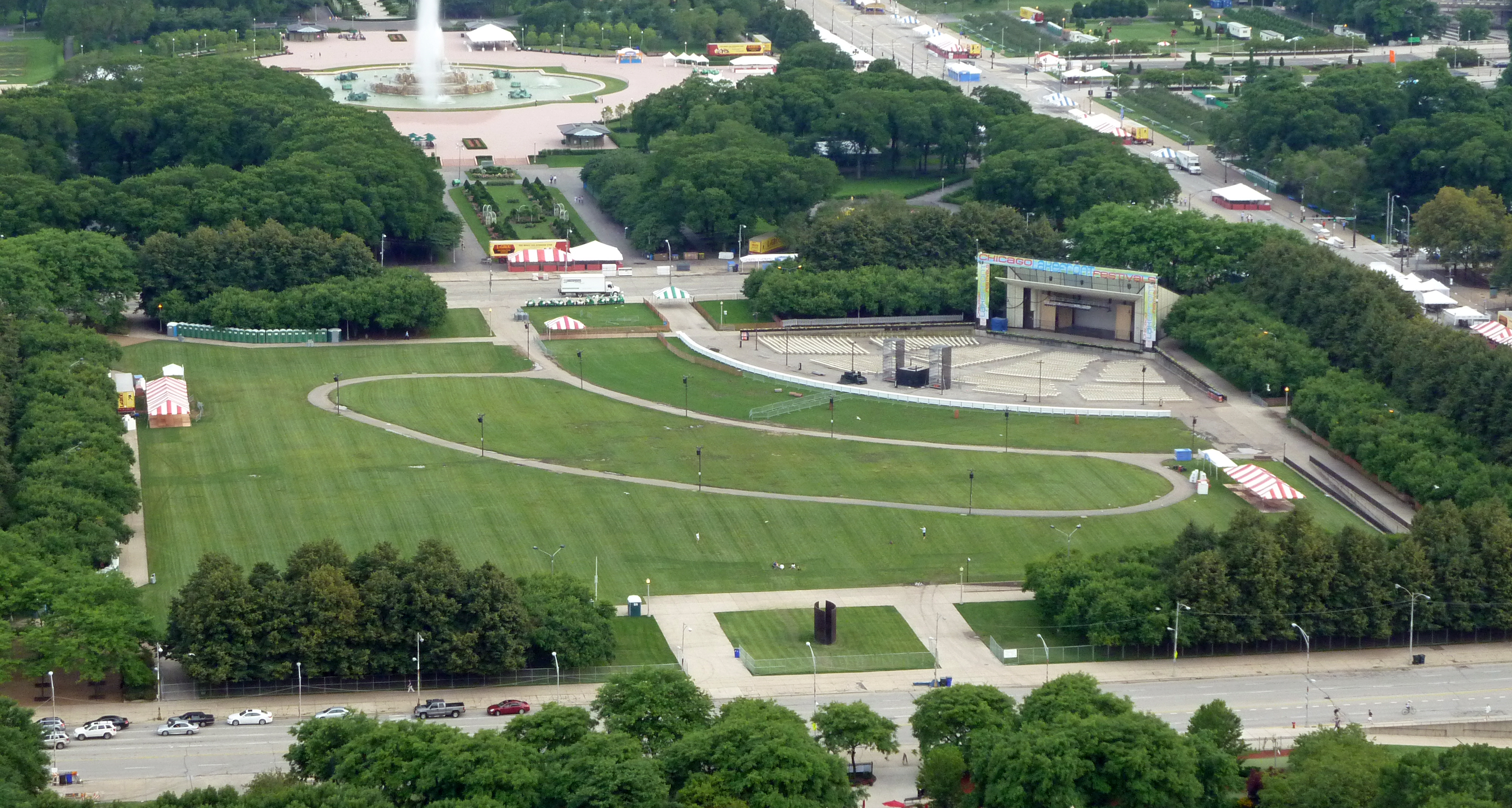
Rasenfläche an der Petrillo Music Shell (obere rechte Ecke) und im Hintergrund der Buckingham-Brunnen

Die Petrillo Music Shell ist ein Freiluft-Amphitheater und Musikpavillon im Grant Park im Chicagoer Loop Bezirk. Sie beherbergt viele große Musikfestivals der Stadt wie das Chicago Blues Festival, das Chicago Jazz Festival, den Taste of Chicago und die Lollapalooza.

## Geschichte
Vor der Errichtung des Jay Pritzker Pavilions beherbergte die Petrillo Music Shell auch kleinere Festivals mit weniger als 10.000 Zuschauern wie das Grant Park Music Festival, das Chicago Gospel Music Festival und das Chicago Latin Musisc Festival. Die Petrillo Music Shell lag früher am südlichen Ende des Grant Park und wurde im Jahr 1978 verlegt.

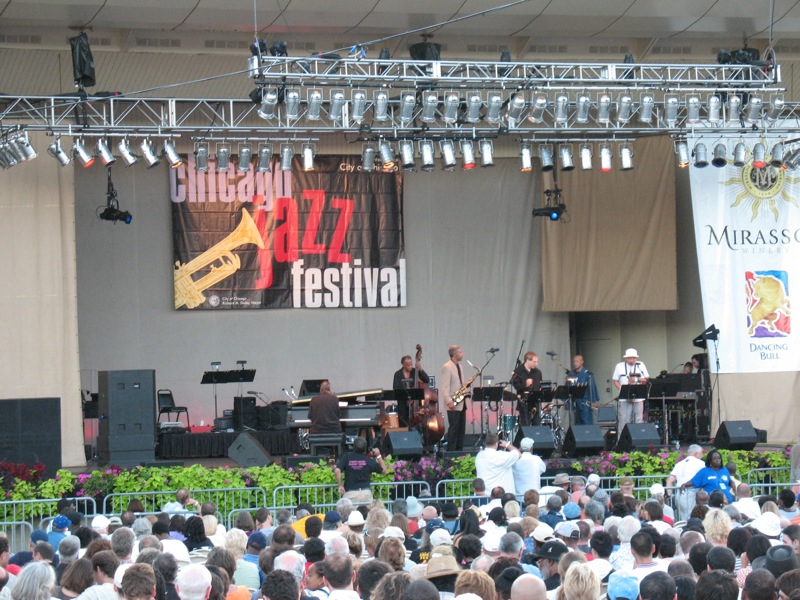
Chicago Jazz Festival

Die Konzertmuschel wurde 1931 vom Anton Cermak, dem damaligen Bürgermeister von Chicago, in Auftrag gegeben. Benannt wurde das Bauwerk nach James C. Petrillo, dem Präsidenten der Chicago Federation of Musicians und Präsident der American Federation of Musicians, der eine kostenlose Konzertreihe im Grant Park in 1935 organisierte. Bis in die 1990er Jahre war die Petrillo Music Shell für ein traditionelles Konzert zum Unabhängigkeitstag bekannt, das mit dem Feuerwerk der Stadt am 3. Juli koordiniert wurde, bekannt.
Durch historische Urteile ist die Stadt Chicago gezwungen, eine Höhenbeschränkung für Gebäude im Grant Park einzuhalten. Ab 1972 gab es Pläne, eine neue Konzertmuschel zu bauen. Die meisten Pläne wurden aber auf Grund der Höhenbeschränkungen und der Kosten verworfen. Im Jahr 1978 wurde die Konzertmuschel an den heutigen Platz verlegt. Offiziell ist die Muschel nur eine temporäre Installation. Damit wurden die Höhenbeschränkungen umgangen.
Mit der offiziellen Adresse 235 S. Columbus Drive, umfasst die Musikmuschel den gesamten Block und wird vom Lake Shore Drive im Osten, dem Columbus Drive im Westen, der East Monroe Street im Norden und Osten und der Jackson Street im Süden begrenzt.